# Dennis Miller
Dennis Miller (ur. 3 listopada 1953 w Pittsburgh) – amerykański aktor, komik, satyryk, skupiający się na aktualnościach, amerykańskiej kulturze i polityce pochodzenia szkockiego.

## Życiorys

### Wczesne lata
Jego ojciec porzucił rodzinę i wychowywany był przez matkę dietetyczkę Normę Miller. Wychował się z dwójką starszych braci: Jamesem „Jimmym”, który został menadżerem Jima Carreya, i Richardem. W 1971 roku ukończył Keystone Oaks High School w Pittsburgh, a w 1975 odebrał dyplom ukończenia wydziału dziennikarstwa w Point Park College w Pittsburgh.

### Kariera
W 1980 roku był gospodarzem magazynu dla młodzieży Punchline. Pięć lat później bawił telewidzów w programie rozrywkowym NBC Saturday Night Live (1985-91). Po raz pierwszy na dużym ekranie wystąpił w komedii Dom wariatów (Madhouse, 1990) u boku Kirstie Alley. Odniósł sukces w swoim talk-show The Dennis Miller Show (1992), a jeszcze większą popularność i uznanie przyniósł mu talk-show HBO Dennis Miller Live (1994-2002) i za występ odebrał czterokrotnie nagrodę Emmy (1994, 1995, 1996, 1998).
Na dużym ekranie grał drugoplanowe role charakterystyczne w dramacie Barry’ego Levinsona W sieci (Disclosure, 1994) z Michaelem Douglasem i Demi Moore, dramacie sensacyjnym System (The Net, 1995) z Sandrą Bullock, thrillerze Nigdy nie rozmawiaj z nieznajomym (Never Talk to Strangers, 1995) u boku Rebeki De Mornay, Antonio Banderasa i Harry’ego Deana Stantona, komedii grozy Opowieści z krypty – orgia krwi (Bordello of Blood, 1996) z Chrisem Sarandonem i Eriką Eleniak, Morderstwo w Białym Domu (Murder at 1600, 1997) u boku Wesleya Snipesa i Diane Lane, przygodowej komedii romantycznej Joe Dirt (2001) oraz komedii Dziękujemy za palenie (Thank You for Smoking, 2005) u boku Aarona Eckharta. Za występ w programie komediowym Dennis Miller: Stany Zjednoczone rozbierane (Dennis Miller: State of the Union Undressed, 1995) otrzymał w Los Angeles nagrodę American Comedy Award.

## Życie prywatne
10 kwietnia 1988 poślubił byłą modelkę Ali Epsley Miller. Mają dwóch synów: Holdena (ur. 1990) i Marlona (ur. 1993).

## Filmografia

### Filmy fabularne
- 1990: Dom wariatów (Madhouse) – Wes
- 1994: W sieci (Disclosure) – Mark Lewyn
- 1995: System (The Net) – Dr Alan Champion
- 1995: Nigdy nie rozmawiaj z nieznajomym (Never Talk to Strangers) – Cliff Raddison
- 1996: Opowieści z krypty – orgia krwi (Bordello of Blood) – Rafe Guttman
- 1997: Morderstwo w Białym Domu (Murder at 1600) – Detektyw Stengel
- 2001: Joe Dirt – Zander Kelly
- 2005: Dziękujemy za palenie (Thank You for Smoking) w roli samego siebie
- 2008: Co się zdarzyło w Las Vegas (What Happens in Vegas) – Sądzia Whopper
- 2012: Wyborcze jaja (The Campaign) w roli samego siebie
- 2015: Joe Dirt 2 (Joe Dirt 2: Beautiful Loser) – Zander Kelly

### Produkcje TV
- 1985-91: Saturday Night Live
- 1988: Mr. Miller Goes to Washington
- 1989: The 13th Annual Young Comedians Special
- 1990: The Earth Day Special
- 1990: Black & White
- 1993: Live from Washington, D.C.: They Shoot HBO Specials, Don't They?
- 1995: State of the Union Undressed
- 1996: Citizen Arcane
- 1999: The Millennium Special: 1,000 Years, 100 Laughs, 10 Really Good Ones
- 2003: The Raw Feed
- 2003: Space Ghost Coast to Coast
- 2006: Dennis Miller: All In
- 2010: The Big Speech
- 2013: House of Cards
- 2014: America 180

### Audio
- The Off-White Album (Warner Bros. Records, 1988)
- The Rants (Random House Audio, 1996)
- Ranting Again (Random House Audio, 1998)
- Rants Redux (Random House Audio, 1999)
- I Rant, Therefore I Am (Random House Audio, 2000)
- The Rant Zone: An All-Out Blitz Against Soul-Sucking Jobs, Twisted Child Stars, Holistic Loons, and People Who Eat Their Dogs! (HarperAudio, 2001)
- Still Ranting After All These Years (HarperAudio, 2004)

### Publikacje
- The Rants (Doubleday, 1996) ISBN 0-385-47804-6
- Ranting Again (Doubleday, 1999) ISBN 0-385-48852-1
- I Rant, Therefore I Am (Doubleday, 2000) ISBN 0-385-49535-8
- The Rant Zone: An All-Out Blitz Against Soul-Sucking Jobs, Twisted Child Stars, Holistic Loons, and People Who Eat Their Dogs! (HarperCollins, 2001) ISBN 0-06-621066-6